# パーフェクト・マン ウソからはじまる運命の恋
『パーフェクト・マン ウソからはじまる運命の恋』（原題: The Perfect Man）は、2005年のアメリカ合衆国の映画。

## あらすじ
ジーンは駄目男に恋しては破局して引っ越しを繰り返しており、娘のホリーはそんな母親にうんざりしていた。
とうとう我慢できなくなったホリーは、クラスメイトのアダムとともに、友人エイミーの叔父をモデルとした"理想的な男"を作り上げ、母に仕向けるのであったが、事態は思いもよらぬ方向へ進んでいった。

## キャスト
- ホリー:ヒラリー・ダフ
- ジーン：ヘザー・ロックリア
- クリス・ノース
- マイク・オマリー
- ベン・フェルドマン
- アリア・ウォーレス
- キャロライン・レイ
- ミシェル・ノルデン
- ヴァネッサ・レンジーズ
- キム・ホイットリー

### 吹き替え
- アダム:浪川大輔
- ホリー:小笠原亜里沙